# Gangasagara, Pavagada
Gangasagara là một làng thuộc tehsil Pavagada, huyện Tumkur, bang Karnataka, Ấn Độ.